# Kleptochthonius binoculatus
Kleptochthonius binoculatus (Muchmore, 1974), es una especie de arácnido  del orden Pseudoscorpionida de la familia Chthoniidae.

## Distribución geográfica
Se encuentra en Virginia (Estados Unidos) tiene una amplia distribución principalmente en cuevas como: Cueva de la Roca Danzante, Cueva de Jack Hartstock, Cueva del Agujero Jimmys Suck.